# SxS

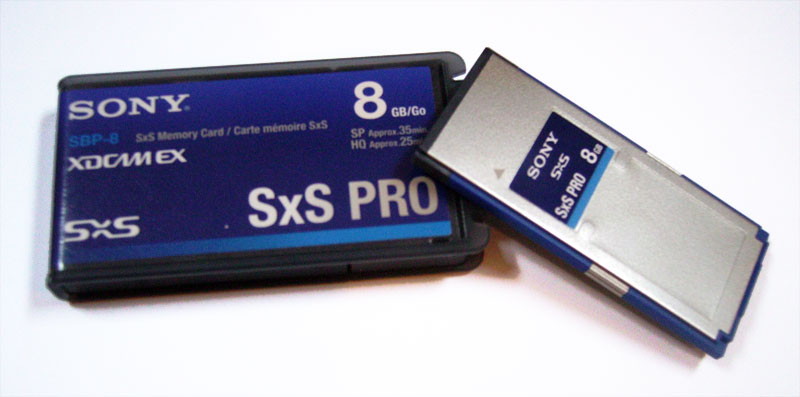
karta SxS przeznaczona do użytku w urządzeniach z rodziny XDCAM EX

SxS – rodzaj pamięci flash przeznaczonej do szybkiego zapisu w sprzęcie profesjonalnym, głównie kamerach cyfrowych wysokiej rozdzielczości z rodziny XDCAM EX oraz XDCAM PXW. Jej twórcami i deweloperami są firmy Sandisk i Sony.
Standardowy transfer (Express Card) na poziomie 800 megabitów na sekundę oraz maksymalną szybkość do 3,5 Gb/sek. Obecnie maksymalna pojemność kart SxS PRO+ to 256 GB.